# Жорж Табуї
Табуї́ Жорж (фр. Georges Tabouis, 17 січня 1867, Франція — 7 листопада 1958, Франція) — французький генерал та дипломат.

## Біографія
Відряджений до штабу російського Південно-Західного фронту (Командувач — генерал О. Брусилова) у Кам'янці—Подільському, де перебував від лютого 1917.
З 1 грудня в Києві — спершу як військовий зв'язковий в Україні генерала Анрі Бертело, шефа французької місії у Румунії.
19 грудня 1917 — Франція увійшла в офіційні зв'язки з Україною.
З 28 грудня 1917 — комісар Французької Республіки при уряді УНР.
3 січня 1918 — Франція визнала УНР де факто.
4 січня 1918 — зустрічався з головою Генерального Секретаріату Володимиром Винниченком.
В Україні пробув до 23 лютого 1918 року.
Спогади «Як я став комісаром Французької Республіки в Україні» — («фр. Comment je devins Commissaire de la République française en Ukraine»). Праці Укр. Наук. Інституту у Варшаві (1932).